# Ephutomma mongolensis
Ephutomma mongolensis (лат.) — вид ос-немок рода Ephutomma из подсемейства Mutillinae.

## Распространение
Россия (Забайкалье), Монголия.

## Описание
Мелкие пушистые осы (около 1 см: самки от 4 до 6 мм, самцы от 5,5 до 11 мм). От близких видов отличается чёрной головой самок и большим выступом между основаниями усиков у самцов.  Жвалы самцов 3-зубые, глаза самок эллиптические. Бока среднегруди вогнутые. Светлый рисунок брюшка образован перевязями на вершине 2-го и 3-го тергитов. Глаза неопушенные, у самцов почковидные (с вырезом у внутреннего края), а у самок почти параллельные по внутреннему краю. У самок развито пигидиальное поле. Паразитоиды жалящих перепончатокрылых.